# 久守和子
久守和子（ひさもり かずこ、1942年7月8日-　）は、日本の英文学者、フェリス女学院大学名誉教授。
1965年マンハッタンヴィル大学英文科卒、1974年青山学院大学大学院博士課程満期退学。フェリス女学院大学教授。2009年定年退任、名誉教授。

## 著書
- 『イギリス小説のヒロインたち <関係>のダイナミックス』ミネルヴァ書房 Minerva英米文学ライブラリー 1998

### 共編著
- 『イギリス女性作家の深層』吉田幸子共編著 ミネルヴァ書房 シリーズ「女いま生きる」 1985
- 『英米文学にみる家族像 関係の幻想』中村邦生、高田賢一共編著 ミネルヴァ書房 Minerva英米文学ライブラリー 1997
- 『たのしく読める英米女性作家 作品ガイド120』窪田憲子,石井倫代共編著 ミネルヴァ書房 シリーズ・文学ガイド 1998
- 『旅するイギリス小説 移動の想像力』大神田丈二,中川僚子共編著 ミネルヴァ書房 Minerva英米文学ライブラリー 2000
- 『〈インテリア〉で読むイギリス小説 室内空間の変容』中川僚子共編著 ミネルヴァ書房 2003
- 『<衣裳>で読むイギリス小説 装いの変容』窪田憲子共編著 ミネルヴァ書房 2004
- 『シリーズもっと知りたい名作の世界 フランケンシュタイン』中川僚子共編著 ミネルヴァ書房 2006
- 『英語文学事典』木下卓,窪田憲子, 高田賢一,野田研一共編著 ミネルヴァ書房 2007
- 『イギリス文化55のキーワード』木下卓, 窪田憲子共編著 ミネルヴァ書房 2009

## 参考
- researchmap
- 『現代日本人名録』2002年